# 신사동호랭이
신사동호랭이(본명: 이호양, 1983년 6월 3일~2024년 2월 23일)는 대한민국의 작곡가 겸 음악 프로듀서이다.
2005년 더 자두의 〈남과 여〉를 작곡하면서 데뷔하였다. 그가 작곡한 대표곡으로는 피에스타의 〈하나 더 (One More)〉, EXID의 〈위아래〉, 에이핑크의 〈LUV〉, T-ara의 〈롤리폴리〉, 포미닛의 〈Hot Issue〉, 비스트의 〈픽션〉, 아이유의 〈미리 메리 크리스마스〉 등이 있다.
예명 신사동호랭이는 신사동과 호랭이의 합성어인데 그의 게임 아이디에서 유래하였다. 게임 아이디를 만들 당시, 앞에는 살던 동네, 뒤에는 별명을 붙이는 게 유행이었으므로, PC방이 있던 신사동, 본명인 '호양’에서 따 호랭이라고 지었다.

## 생애

### 유년기
경상북도 포항시에서 태어난 신사동호랭이는 중학생 때부터 음악에 심취하였다.
고등학생 시절, 가수 지망생으로 활동하였으나, SM 엔터테인먼트, YG 엔터테인먼트의 오디션에 불합격하였다.
2004년 작곡가로 진로를 전향했다. 2005년 자두 4집 앨범 〈남과 여〉를 작곡하면서 작곡가로서 데뷔하였다.

### 작곡 활동
자두의 곡을 쓰면서 댄스곡의 멜로디와 리듬을 독특하게 잘 만들어낸다는 평가를 받았다. 일렉트로닉 댄스풍의 가요를 주로 작곡하고 있다. 2011년 말에는 트러블 메이커의 〈Trouble Maker〉를 작곡하였다. 휘파람 소리가 들어가 있으며, 깔끔하게 정돈된 비트도 들어가 있는 클럽 음악이었다.
2011년 말에는 티아라의 Lovey Dovey를 작곡하였다. 이 곡은 2011년 말 유럽과 미국에서 유행하는 클럽 음악에 일렉트로닉 사운드와 강한 비트가 가미된 음악이었다.

## 사망
2024년 2월 23일, 향년 41세의 나이로 숨진 채 발견되었다. 서울 강남경찰서는 "신사동호랭이가 숨진 채 발견된 게 맞으나 시간과 장소 등은 말씀드리기 어렵다"고 밝혔다. 다만 범죄 혐의점은 발견되지 않은 것으로 알려졌다. 신사동호랭이는 사망 2일 전인 지난 21일에도 SNS를 통해 트라이비의 신곡 안무 시안을 공개하거나 양양에 다녀온 사실을 알리며 외부와 소통해왔다.
발인식은 25일 오후 서울성모병원에서 진행되었다. 티알엔터테인먼트 측은 “너무 비통하고 안타까운 소식을 전하게 되어 참담한 심정이다. 신사동호랭이가 이날 갑작스럽게 우리의 곁을 떠났다”며 “갑작스러운 비보에 누구보다 슬픔에 빠졌을 유가족들을 위해 억측이나 추측성 보도는 자제해 주시길 간곡히 부탁한다”고 전했다.

## 작품

### 작곡
이호양이 작곡한 노래는 20대의 톡톡 튀는 감성으로 섹시 댄스 음악을 겸한 노래는 (*)를 표시한다.
더 자두
- 〈남과 여〉

다이아
- <내 친구의 남자친구>

비스트
- 〈Beast Is The B2ST〉
- 〈Bad Girl〉(*)
- 〈Mystery〉(*)
- 〈아직은〉
- 〈Just Before Shock〉
- 〈Shock〉(*)
- 〈Special〉(*)
- 〈Mastermind〉
- 〈숨〉(*)
- 〈Lights go on again〉
- 〈Beautiful〉(*)
- 〈니가 제일 좋아〉
- 〈Lightless〉
- 〈The Fact〉
- 〈Fiction〉(*)
- 〈Midnight(별 헤는 밤)〉

아이유
- 〈미리 메리 크리스마스〉

에일리
- 〈U&I〉 (*)

피에스타
- 〈아무것도 몰라요〉
- 〈머리 어깨 무릎 발〉
- 〈하나 더 (One More)〉
- 〈짠해〉

포미닛
- 〈Hot Issue〉(*)
- 〈Muzik〉(*)
- 〈Change (현아)〉(*)
- 〈HUH〉(*)
- 〈I My Me Mine〉(*)
- 〈거울아 거울아〉(*)
- 〈Heart to Heart〉(*)
- 〈Bubble Pop! (현아)〉(*)
- 〈Volume Up〉(*)
- 〈Very Hot(feat.리원) (현아)〉

트러블 메이커
- 〈Trouble Maker〉(*)
- 〈내일은 없어〉(*)

티아라
- 〈One&One〉
- 〈Bo Peep Bo Peep〉(*)
- 〈내가 너무 아파〉(*)
- 〈몰라요〉
- 〈Roly-Poly〉(*)
- 〈Lovey-Dovey〉(*)
- 〈SEXY LOVE〉(*)
- 〈넘버나인 (No.9)〉(*)
- 〈1977 기억 안나〉
- 〈나 어떡해〉 (*)
- 〈Sugar Free (Bigroom Ver.)〉 (*)

에이핑크
- 〈My My〉(*)
- 〈Yeah〉
- 〈Wishlist〉
- 〈STEP〉
- 〈I GOT YOU〉
- 〈NoNoNo〉
- 〈LUV〉
- 〈REMEMBER〉
- 〈FIVE〉

파이브돌스
- 〈네가 없이도〉
- 〈LOV〉

스피드
- 〈Lovey-Dovey Plus〉(*)
- 〈IT`S OVER (Feat. 박보영〉(*)
- 〈Look at me now〉(*)

시크릿
- 〈Magic〉(*)
- 〈TALK THAT〉(*)

DMTN
- 〈그 남자는 반대〉(*)

레드애플
- 〈어쩌다 마주친〉(*)
- 〈Time Is Up〉(*)
- 〈바람따라〉(*)
- 〈둘도 없는 바보〉(*)

박정민
- 〈Not Alone〉(*)
- 〈넌 알고 있니〉

씨리얼
- 〈그러지 좀 마〉

박명수
- 〈Fyah(feat.길)〉

코요태
- 〈더!〉

L.E.O
- 〈Love Train (Feat.김형준)〉

김종국
- 〈사랑에 취해(feat.주석)〉

쥬얼리
- 〈One More Time〉(*)
- 〈The Cradle Song〉
- 〈모두 다 쉿!〉(*)
- 〈Rhythm HA !!!〉
- 〈Look At Me〉(*)

김동완
- 〈여름이 좋아 (Feat.앤디)〉

이루
- 〈인사말〉

나윤권
- 〈It's Allright〉

현영
- 〈Draw Out〉

장우혁
- 〈oH, No! (Feat.기상)〉
- 〈시간이 멈춘 날〉(*)

마리오
- 〈두서없는 노래〉
- 〈너만 괜찮다면〉

별
- 〈Kiss Day〉

MC몽
- 〈옛날 옛적에〉

유리
- 〈젖은 나비〉

마이티 마우스
- 〈에너지(feat.선예)〉
- 〈Come on Come (Feat.JJ)〉

김완선
- 〈Be Quiet〉(*)

EXID
- 〈I Do〉
- 〈Whoz That Girl〉(*)
- 〈전화벨〉
- 〈Whoz That Girl Part.2〉
- 〈매일밤〉(*)
- 〈매일밤 (Ver.2)〉(*)
- 〈아주 흔한 말 (다소니)〉
- 〈GOOD BYE (다소니)〉(*)
- 〈위아래〉(*)
- 〈아예〉 (*)
- 〈핫핑크〉
- 〈덜덜덜〉 (*)

박무진
- 〈달라 달라〉(*)

빅스
- 〈Rock Ur Body〉(*)
- 〈대답은 너니까〉

원더 보이즈
- 〈문을 여시오〉(*)

G.NA
- 〈그만해요〉

A.KOR
- 〈Always〉

크레용팝
- 〈FM〉

모모랜드
- 〈뿜뿜〉
- 〈BAAM〉
- 〈I'm So Hot〉

## 기타 활동
- 2014년 SBS 수목드라마 《내겐 너무 사랑스러운 그녀》 - 호랭이 역

## 수상 목록
- 2024년 2024 K월드 드림 어워즈 K월드 드림 베스트 프로듀서상

## 같이 보기
- 강동철(용감한 형제)
- 스윗튠